# Kyūjitsu no Warumono-san
Kyūjitsu no Warumono-san (休日のわるものさん?), conocido como Mr. Villain's Day Off en inglés, es una serie de manga japonesa escrita e ilustrada por Yuu Morikawa. Se ha serializado en el sitio web de Pixiv desde diciembre de 2018, con sus capítulos recopilados en cinco volúmenes de tankōbon a partir de abril de 2023.
Una adaptación a serie de televisión de anime de Shin-Ei Animation y SynergySP se estrenó en enero de 2024.

## Sinopsis
Una organización malvada de otro planeta intenta apoderarse de la Tierra. Un extraterrestre de esa organización llamado «General» lucha incansablemente contra los defensores de la Tierra todos los días en una batalla a vida o muerte. Sin embargo, hoy es su día libre.

## Personajes
Warumono-san (わるものさん?)
 Seiyū: Kenjiro Tsuda (audio drama), Shintarō Asanuma (anime)
Akatsuki Red (アカツキレッド Akatsuki Reddo?)
 Seiyū: Kōhei Amasaki (audio drama), Hiiro Ishibashi (anime)
Sora (空?)
 Seiyū: Chinami Hashimoto (audio drama), Hibiku Yamamura (anime)
Mugi (麦?)
 Seiyū: Minami Takahashi (audio drama), Hibiku Yamamura (anime)
Rooney (ルーニー Rūnī?)
 Seiyū: Takuma Terashima (audio drama), Soma Saito (anime)
Trigger (トリガー Torigā?)
 Seiyū: Yuichi Nakamura
Sōten Blue (ソウテンブルー Sōten Burū?)
 Seiyū: Takuya Eguchi
Shinonome Pink (シノノメピンク Shinonome Pinku?)
 Seiyū: Ai Kakuma
Yoiyami Black (ヨイヤミブラック Yoiyami Burakku?)
 Seiyū: Yūichirō Umehara

## Contenido de la obra

### Manga
El manga fue escrito e ilustrado por Yuu Morikawa, Kyūjitsu no Warumono-san comenzó a serializarse en el sitio web de Pixiv el 15 de diciembre de 2018. A partir de abril de 2023, Square Enix ha lanzado cinco volúmenes de tankōbon bajo su sello Gangan Comics Pixiv. Frontier Works lanzó una adaptación en CD dramático el 27 de enero de 2021.
La serie se publica digitalmente en inglés en la versión global de Manga Up! de Square Enix. sitio web. En marzo de 2023, Square Enix Manga & Books anunció que había obtenido la licencia de la serie para su publicación impresa, y que el primer volumen se lanzaría el 15 de agosto del mismo año.

### Anime
El 24 de febrero de 2023 se anunció una adaptación de la serie de televisión de anime. Está producido por Shin-Ei Animation y SynergySP, y dirigido por Yoshinori Odaka, con guiones supervisados por Midori Gotō, diseños de personajes a cargo de Tomomi Shimazaki y música compuesta por Nobuaki Nobusawa. La serie se estrenará en enero de 2024 en TV Tokyo y otras cadenas. El tema de apertura será interpretado por Ivudot, mientras que el tema de cierre será interpretado por Glasgow. Crunchyroll obtuvo la licencia de la serie fuera de Asia.